# Aeroporto Internacional do Recife-Guararapes
O Aeroporto Internacional do Recife-Guararapes / Gilberto Freyre (IATA: REC, ICAO: SBRF) é um aeroporto internacional localizado no município do Recife, em Pernambuco. Trata-se do principal aeroporto do estado de Pernambuco, e um dos cinco que possuem operações regulares de transporte de passageiros, juntamente com o Aeroporto Internacional de Petrolina, Aeroporto de Fernando de Noronha, Aeroporto de Serra Talhada, e o Aeroporto de Caruaru. É o terminal aeroportuário mais movimentado do Norte-Nordeste do Brasil, e o oitavo aeroporto brasileiro em movimento.
Situado a 12 km do centro do Recife, o aeroporto atende a movimentações de passageiros domésticos e internacionais. Opera 24 horas por dia e seu nome é uma alusão ao fato histórico das Batalhas dos Guararapes, ocorridas no período colonial brasileiro sobre o Morro dos Guararapes, situado em sua lateral oeste.
Sua construção antecede a II Guerra Mundial, sendo que o conflito serviu para melhorar a estrutura da Base Aérea do Recife e, consequentemente, do próprio aeroporto. No final da década de 1940, o Recife passou a ter grande importância no tráfego aéreo, em meio às aerovias do Atlântico Sul - Europa, pela sua posição geográfica estratégica. Seu nome oficial foi dado em 2 de julho de 1948, quando o então presidente Eurico Gaspar Dutra assinou o decreto 25.170-A, transformando o Aeroporto do Recife, localizado no Campo do Ibura, em Aeroporto Guararapes. A nomenclatura do aeroporto foi novamente alterada em 27 de dezembro de 2001, pela Lei nº 10.361, que instituiu a denominação de Aeroporto Internacional do Recife/Guararapes - Gilberto Freyre.
O terminal de passageiros atual conta com capacidade para receber 15 milhões de passageiros por ano, o que faz do Aeroporto dos Guararapes o maior, em capacidade anual, do Norte-Nordeste do Brasil. Além disso, conta com um pátio de 27 posições de aeronaves, 15 delas dotadas de jetways (conectores climatizados); 70 balcões de check-in e 2 120 vagas de estacionamento. De acordo com a Aena, sua pista tem 2 751 metros de extensão. O aeroporto foi concedido em 2019 para a empresa espanhola Aena Internacional, juntamente com outros cinco terminais aeroportuários da região Nordeste, por trinta anos.

## Sistema inteligente

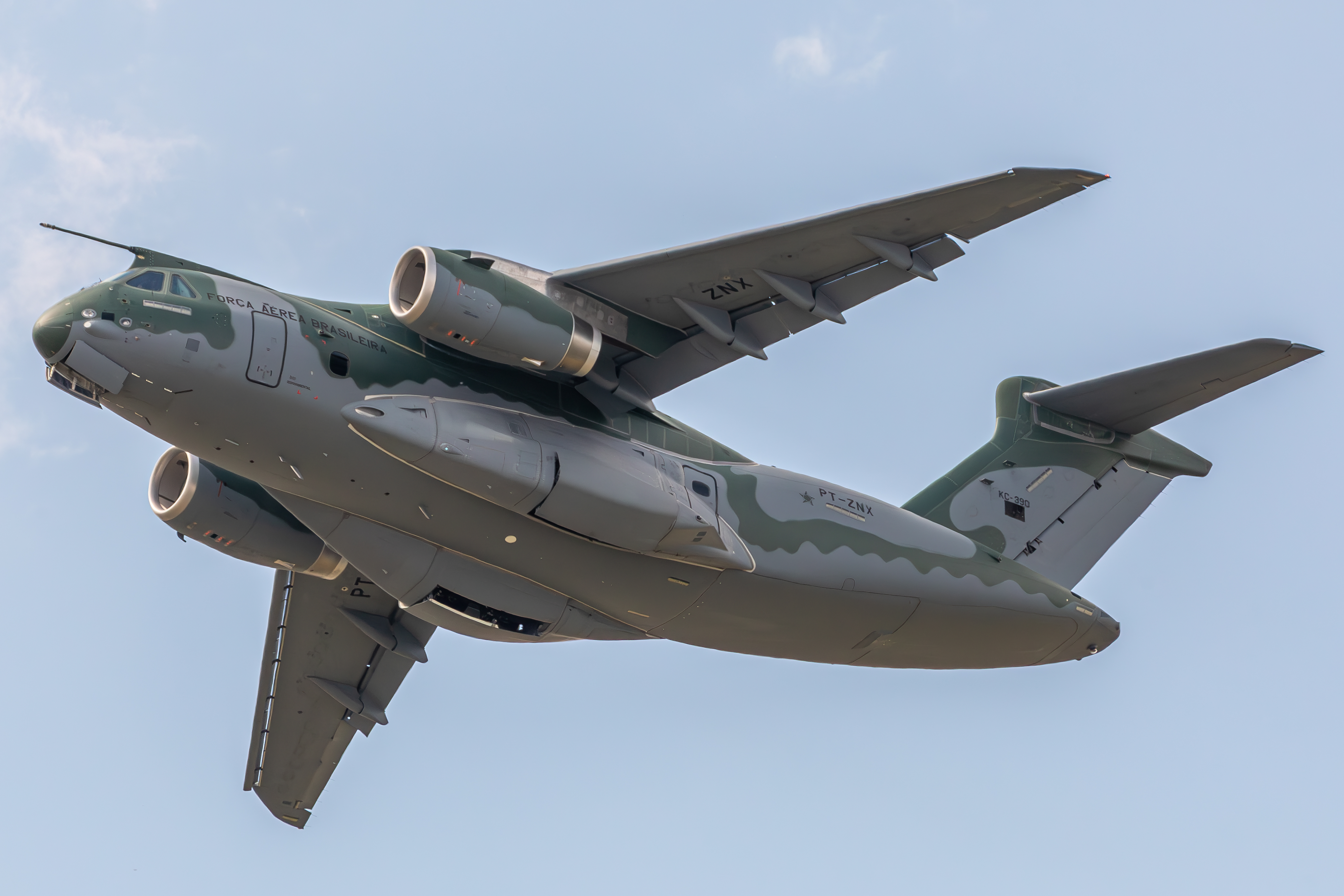
Uma aeronave modelo (KC-390) da Força Aérea Brasileira (FAB) pousa no Recife para a escala que levará ajuda humanitária a milhares de brasileiros na Ucrânia em meio à guerra em 10 de março de 2022.

O aeroporto possui um sistema inteligente de automação. O novo terminal de passageiros do Aeroporto do Recife iniciou suas operações em 1 de julho de 2004 conciliando o que há de mais avançado em tecnologia aeroportuária com dois tipos de preocupações
- não agredir o meio ambiente
- atender aos usuários com o máximo de conforto, em especial com os portadores de necessidades especiais.

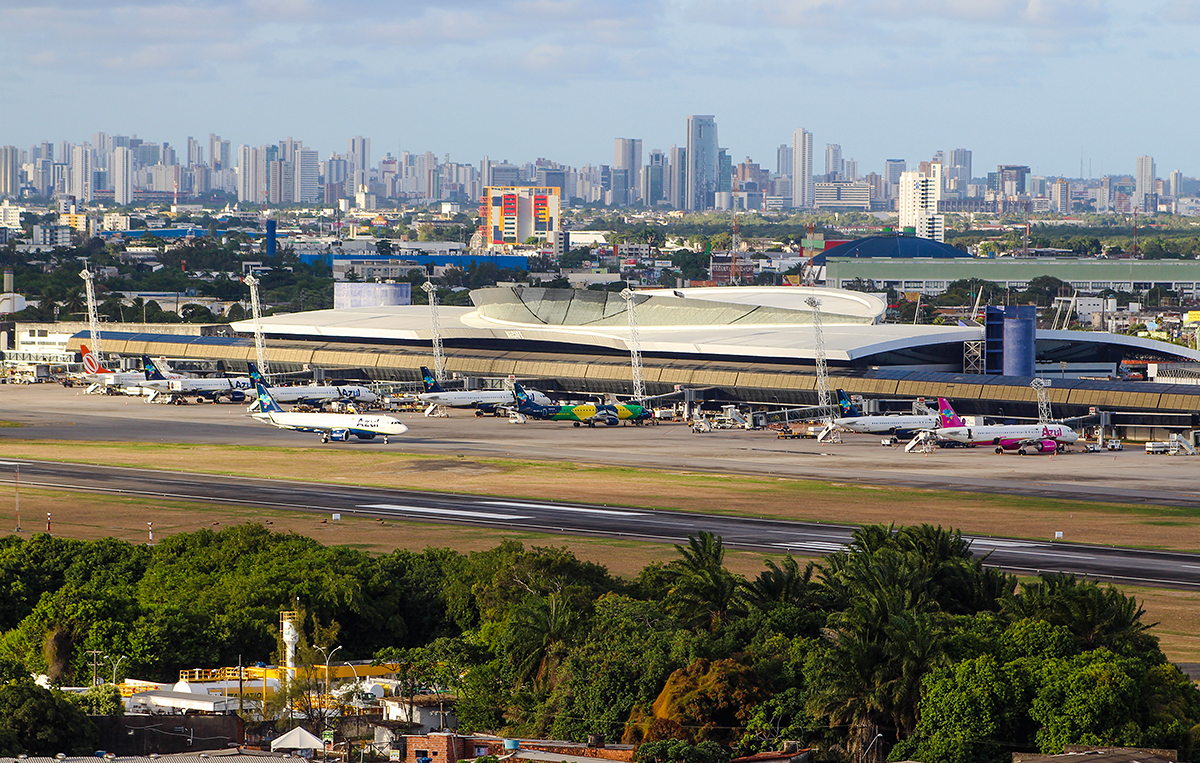
Aeroporto Internacional do Recife-Guararapes.

Começa pelo acesso às aeronaves. O corredor que conduz às pontes de embarque é o primeiro no país a utilizar acessos diferenciados para os passageiros que embarcam e desembarcam. Além de evitar o encontro dos dois fluxos, tornando a operação mais rápida e segura, os passageiros sempre descem uma rampa suave, não importa se para embarcar ou desembarcar, o que oferece muito mais conforto, facilitando o acesso aos portadores de necessidades especiais, que tiveram toda a atenção no novo aeroporto, com quatro balcões de check in adaptados, corredores amplos, rampas com piso antiderrapante e corrimãos, banheiros adaptados, passarelas de pedestre na altura da calçada sem necessidade de mudança de nível, entre outros itens de acessibilidade, que receberam a aprovação da Secretaria Especial de Direitos Humanos.

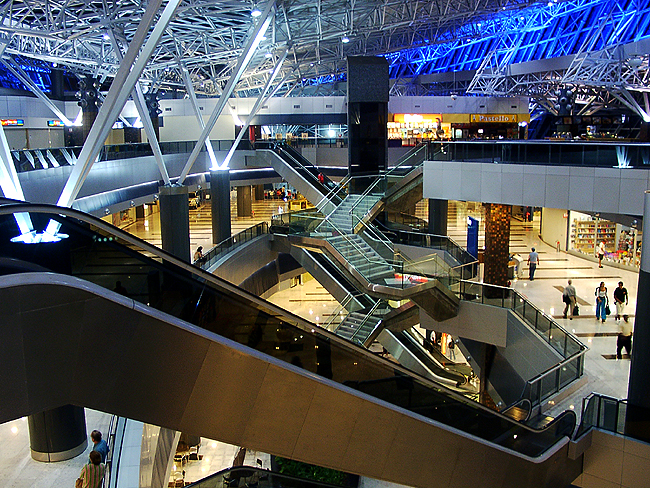
Vista interna do Aeroporto Internacional do Recife

No aeroporto, a tecnologia foi aliada também à questão ecológica. O Aeroporto é considerado um prédio "inteligente", todo controlado por um sistema de automação que regula desde o controle dos acessos restritos ao público até a detecção de riscos de incêndio. Trata-se do Sistema Sapios, que, entre outros benefícios, traz economia de energia elétrica por otimizar a vazão do ar condicionado para os ambientes e a velocidade das escadas rolantes e esteiras de bagagens de acordo com a demanda para utilização dos equipamentos.
O aeroporto dispõe ainda de sensores de presença que evitam o gasto de energia em áreas que não estão sendo utilizadas em determinado período de tempo e relês fotoelétricos, que controlam o acionamento das lâmpadas nas áreas que dispõem de luz natural, amplamente aproveitada no projeto arquitetônico do terminal. São mais de 23 mil metros quadrados de vidros especiais para proporcionar iluminação natural, mantendo o conforto térmico do ambiente. Essa área corresponde à cobertura de quatro estádios de futebol.

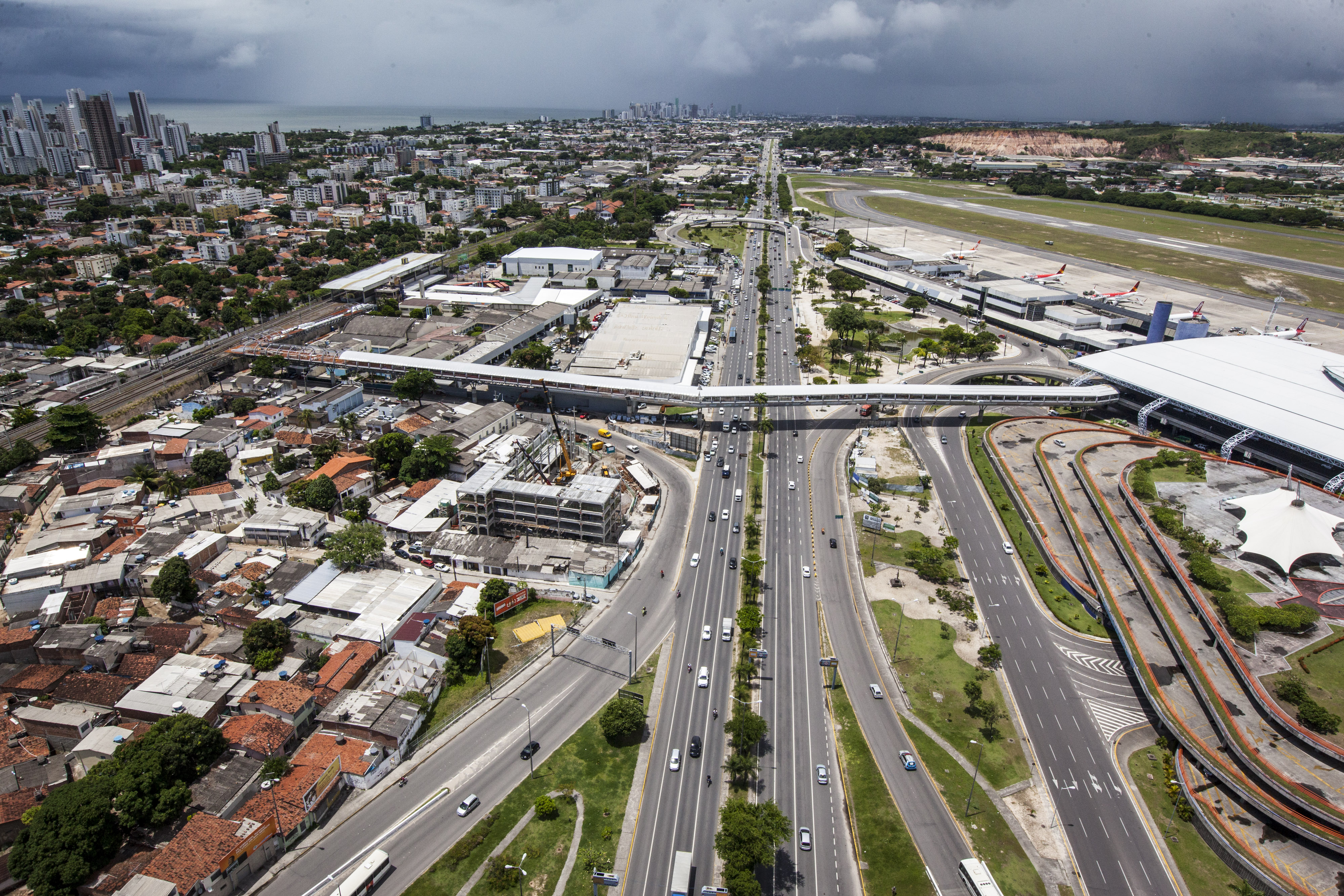
A passarela sobre a Avenida Mascarenhas de Morais possui esteira rolante e liga o terminal aeroportuário à Estação Aeroporto do Metrô do Recife.

Com esses dispositivos, a economia mensal do consumo de energia elétrica é de aproximadamente 20% em relação ao sistema convencional. Com a utilização do Tanque de Termoacumulação para o sistema de refrigeração, a redução no consumo mensal chegará a 30%.
A água resultante da condensação do sistema de refrigeração é reaproveitada para uso nas descargas dos vasos sanitários. O sistema de esgoto utilizado, a vácuo (EVAC), gera uma redução no consumo de água de 30%. Em vez dos 10 litros em média consumidos a cada descarga pelo sistema convencional, serão utilizados apenas 1,2 litros. O consumo mensal estimado para o novo aeroporto é de 21 400 metros cúbicos de água, uma grande redução em relação aos 30 600 metros cúbicos que seriam gastos pelo sistema convencional.

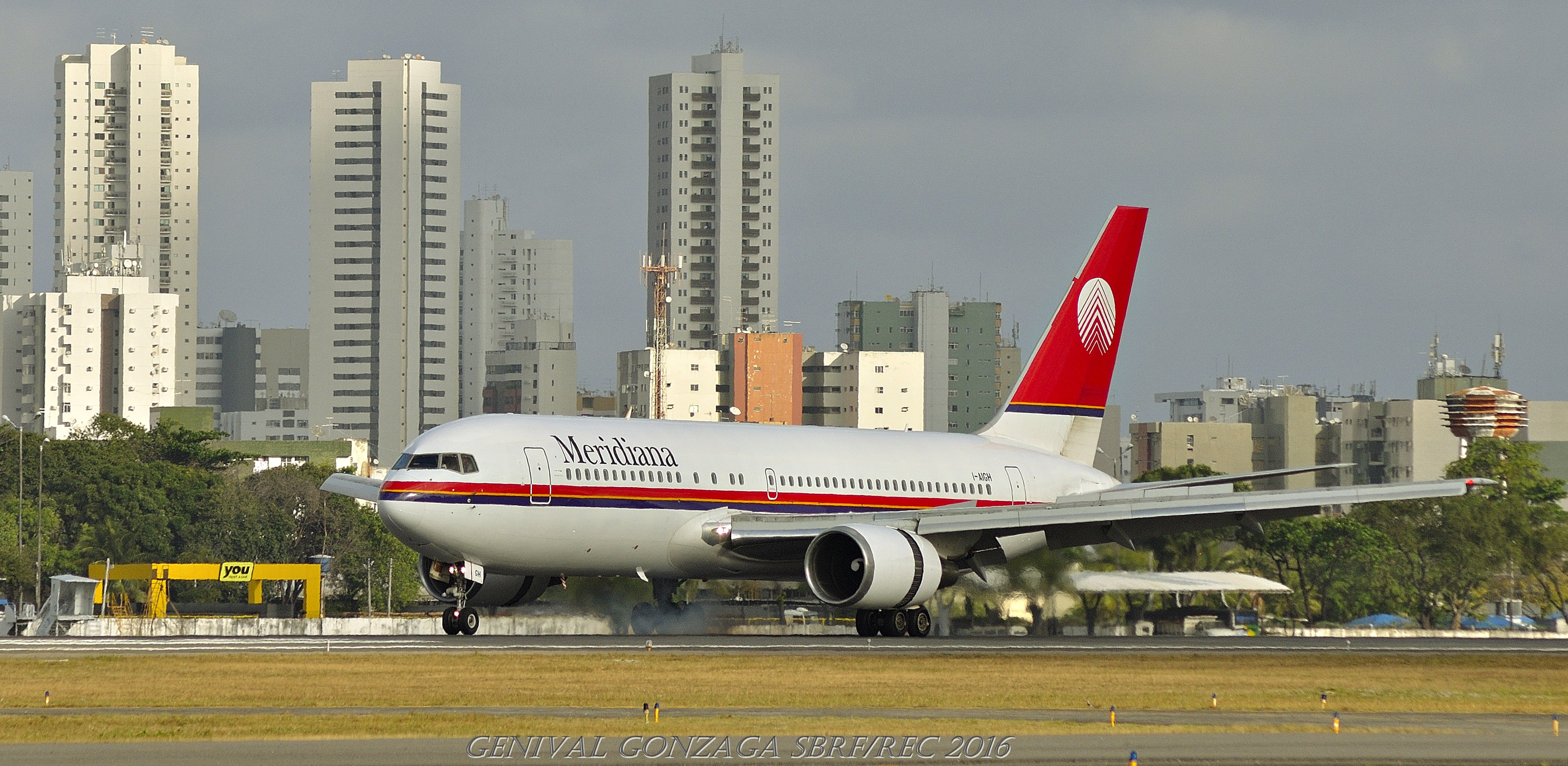
Meridiana Boeing 767-200. No Pouso pela RWY 36 no Aeroporto Internacional do Recife-Guararapes - Gilberto Freyre em 2016.

O Aeroporto dos Guararapes é o único do país que conta com uma delegacia especializada para atender o turista. Desde o início de 2005, o Guararapes tem também uma delegacia de imigração da Polícia Federal, que presta serviços de emissão de passaportes.

## Centro de Conexões /HUB
Azul Linhas Aéreas

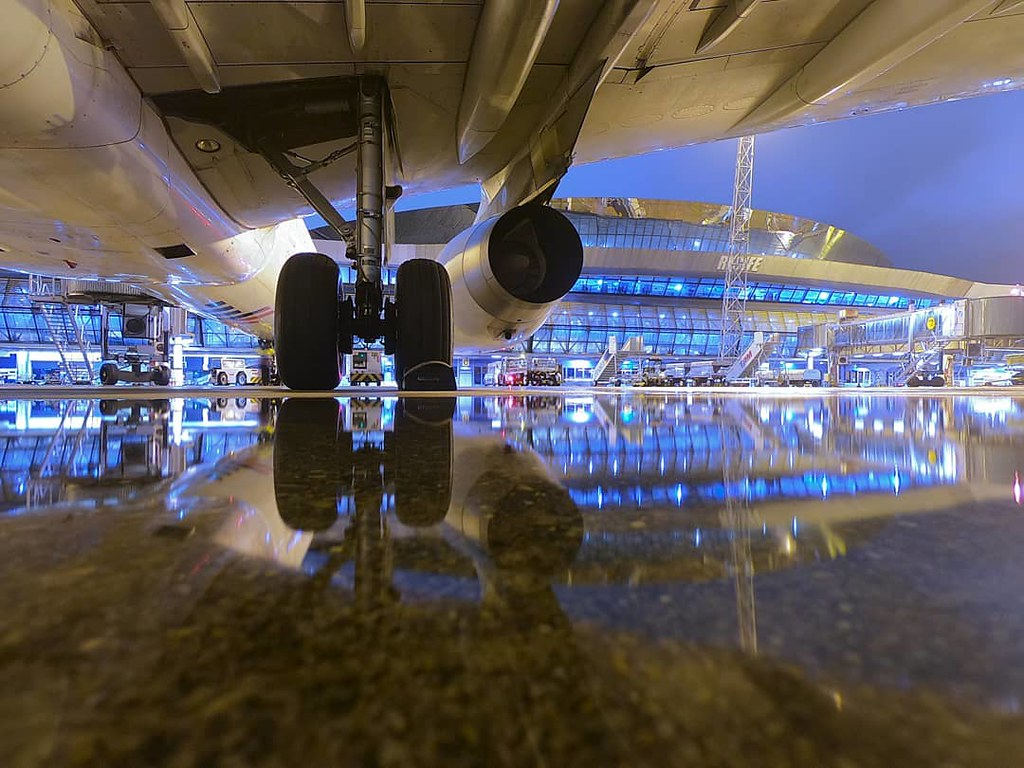

Em Fevereiro de 2016, o presidente da Azul Linhas Aéreas e o governador de Pernambuco assinaram um acordo de instalação de um centro de conexões da empresa no aeroporto do Recife. A partir do acordo, a Azul passou a operar mais 15 voos diários na capital pernambucana, que passa a ser a única cidade com voos diretos para todas as capitais do Nordeste. De acordo com o presidente da companhia, Antonoaldo Neves, dos cerca de 1 milhão de passageiros transportados pela empresa em todo o país (até agosto de 2016), 500 mil fizeram conexão no aeroporto do Recife. Além do incremento nas rotas domésticas, a Azul também implantou seu primeiro voo internacional partido do Nordeste, o qual tem como destino a cidade de Orlando na Flórida. Em 2018, a empresa iniciou novas rotas internacionais partindo para Fort Lauderdale, também na Flórida, e para cidades da Argentina.

Itapemirim Linhas Aéreas
Em Julho de 2020, a Itapemirim Linhas Aéreas anunciou o retorno de suas operações para 2021. A proposta da companhia é integrar os modais aéreo e rodoviário em três Hubs.  Os aeroportos de Brasília (BSB), Guarulhos (GRU)  e Recife (REC), foram os escolhidos para o início da malha da empresa.
Latam Airlines Group
Em 2015, a Latam, fusão da brasileira TAM com a chilena Lan, anunciou o aeroporto do Recife, como um dos candidatos ao seu novo hub regional, concorrendo com os aeroportos de Fortaleza e Natal pelo investimento. O anúncio da cidade escolhida deveria ter ocorrido no final de 2015, mas depois de adiados por várias vezes, no fim de 2017 a companhia aérea cancelou o projeto, alegando inviabilidade financeira.  Segundo a empresa, a queda da demanda causada pela crise financeira, inviabilizou a implantação do hub conforme inicialmente previsto.

## Concessão à iniciativa privada
Em 15 de março de 2019, foi concedido para a empresa espanhola Aena Internacional juntamente com outros cinco aeroportos da região Nordeste por trinta anos.
No dia 3 de março de 2020, a Aena Internacional assumiu definitivamente as operações do aeroporto.

## Estatísticas
Ver a consulta original do Wikidata.
| Ano  | Movimento (passageiros) | %     |
| ---- | ----------------------- | ----- |
| 2003 | 2 733 424               | ---   |
| 2004 | 3 173 672               | 16,1% |
| 2005 | 3 604 652               | 13,5% |
| 2006 | 3 953 845               | 9,6%  |
| 2007 | 4 188 081               | 5,9%  |
| 2008 | 4 679 457               | 11,7% |
| 2009 | 5 250 565               | 12,2% |
| 2010 | 5 933 137               | 12,9% |
| 2011 | 6 360 868               | 7,2%  |
| 2012 | 6 433 410               | 1,1%  |
| 2013 | 6 817 790               | 5,9%  |
| 2014 | 7 157 805               | 4,9%  |
| 2015 | 6 700 696               | 6,8%  |
| 2016 | 6 808 274               | 1,6%  |
| 2017 | 7 774 369               | 14,2% |
| 2018 | 8 422 566               | 8,3%  |
| 2019 | 8 531 312               | 1,3%  |

## Atentado no aeroporto
Em 25 de Julho de 1966 ocorreu, no Brasil, o primeiro ato terrorista com consequências sérias. Uma bomba explodiu no saguão do aeroporto matando o jornalista Edson Régis de Carvalho e o vice-almirante reformado Nelson Gomes Fernandes. Outras 13 pessoas foram feridas na explosão. Esse atentado ficou conhecido como Atentado do Aeroporto dos Guararapes.

## Dados

### Complexo aeroportuário
Sítio aeroportuário
- Área: 3 188 486 m²

Pátio das aeronaves
- Área: 200 000 m²

Pista
- Dimensões: 2 800 m x 45 m
- Comprimento total: 3500 m

Terminal de passageiros
- Área: 70.000 m²

Balcões de check-in
- Número: 70

Estacionamento de aeronaves
- 27 posições / 15 pontes de embarque

## Movimento operacional
2017
| Setembro/2017          | Setembro/2017     | Setembro/2017 | Setembro/2017    | Setembro/2017 | Setembro/2017       | Setembro/2017         | Setembro/2017         |
|                        |                   | Embarques     | Embarques no ano | Desembarques  | Desembarques no ano | Emb. + Desemb. no mês | Emb. + Desemb. no ano |
| ---------------------- | ----------------- | ------------- | ---------------- | ------------- | ------------------- | --------------------- | --------------------- |
| Transporte regular     |                   |               |                  |               |                     |                       |                       |
| Pax Doméstico          | Nacional          | 217.184       | 1.878.752        | 217.518       | 1.846.001           | 434.702               | 3.724.753             |
| Pax Doméstico          | Regional          | 77.696        | 740.418          | 75.773        | 711.858             | 153.469               | 1.452.276             |
| Pax Internacional      | Pax Internacional | 17.908        | 132.173          | 16.094        | 121.019             | 34.002                | 253.192               |
| Pax de Cabotagem       | Pax de Cabotagem  | 118           | 119              | 372           | 1.576               | 490                   | 1.695                 |
| Total                  | Total             | 312.906       | 2.751.462        | 309.757       | 2.680.454           | 622.663               | 5.431.916             |
| Transporte não regular |                   |               |                  |               |                     |                       |                       |
| Pax Doméstico          | Pax Doméstico     | 14.345        | 120.238          | 11.051        | 104.111             | 25.396                | 224.349               |
| Pax Internacional      | Pax Internacional | 716           | 1.661            | 521           | 2.365               | 1.237                 | 4.026                 |
| Total                  | Total             | 15.061        | 121.899          | 11.572        | 106.476             | 26.633                | 228.375               |

## Destaques
Considerado o terceiro melhor aeroporto do Brasil e o décimo melhor da América do Sul, de acordo com o ranking 2016 da Skytrax, é o aeroporto com o maior número de destinos do Norte-Nordeste. De acordo com a lista dos mais movimentados aeroportos do Brasil, é o oitavo mais movimentado, sendo o primeiro no Norte/Nordeste/Sul, além de sétimo do país em voos internacionais.

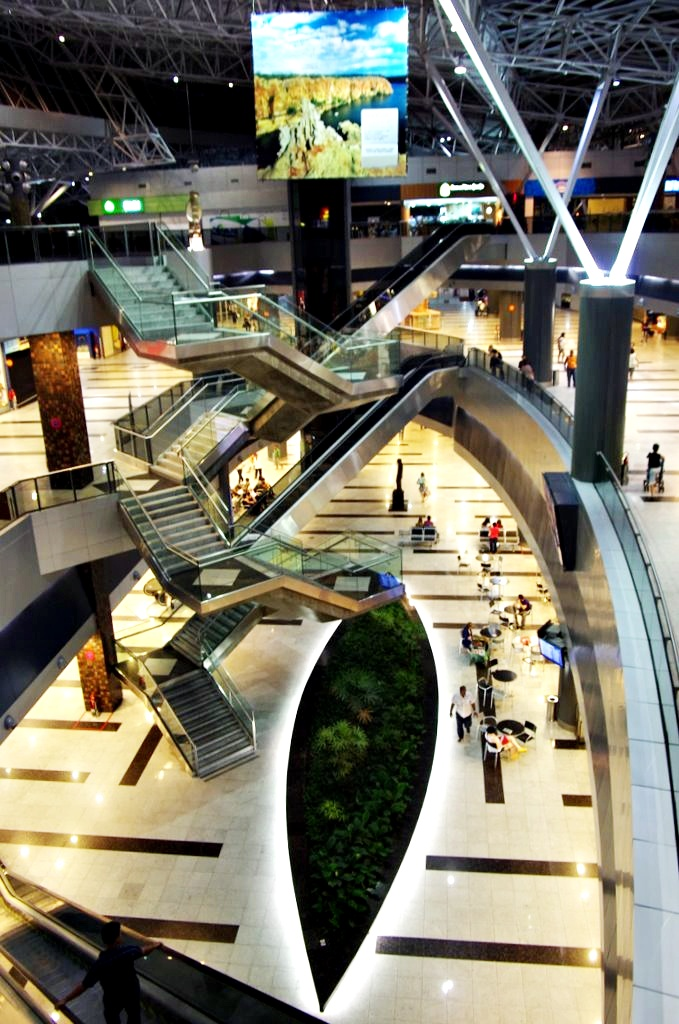
Detalhe das escadarias

Entre os 14 aeroportos brasileiros mais movimentados, que fizeram parte do levantamento realizado pela Proteste Associação de Consumidores, apenas o do Recife foi classificado como “bom”, de acordo com a avaliação dos próprios passageiros. A pesquisa envolveu mais de 150 aeroportos de todo o mundo, sendo consideradas as respostas de 9 mil questionários enviados a pessoas de seis países: Brasil, Bélgica, Portugal, Espanha, França e Itália.
O aeroporto teve referência na revista inglesa Airports of The World, com uma reportagem de sete páginas. A matéria abordou a importância do Guararapes como um possível hub nordestino, exaltou aspectos arquitetônicos do terminal de passageiros e opções de compras e serviços à disposição dos usuários, além de divulgar o destino Recife para os leitores da publicação. O jornalista italiano Marco Finelli foi o autor da matéria que mostrou as belezas do Aeroporto pernambucano em diversas fotos feitas por ele mesmo e outras assinadas por Carlos Pantaleão, profissional da Comunicação Social da Infraero.
O Recife já foi destaque na revista TAM Nas Nuvens e o aeroporto figura entre os cinco melhores do mundo. Além do terminal pernambucano, foram citados os aeroportos de Barajas (Madri), Franz Josef Strauss (Munique), Changi (Singapura) e Heathrow (Londres). De acordo com a publicação, esses locais fazem a viagem valer a pena antes mesmo do embarque. O terminal recifense foi destacado pela revista como “a arte de voar”, por ser um “espaço acolhedor dedicado aos artistas pernambucanos”. Um verdadeiro museu aeroportuário, onde é possível encontrar estátua do sociólogo Gilberto Freyre, feita por Abelardo da Hora, além dos painéis de personagens, como João Câmara, Gil Vicente, Pedro Frederico e José Cláudio, e de obras (mural e três estátuas) do artista Francisco Brennand.
O Aeroporto Internacional do Recife é certificado conforme a norma NBR ISO 9001 de gestão da qualidade, e pela ANAC.

## Acidentes
- Aeronave Douglas DC-7C,prefixo: PP-PDO da Panair do Brasil em 1º de novembro de 1961. A aeronave procedente de Lisboa via Ilha do Sal fazia a aproximação em boa visibilidade. A tripulação aparentemente realizava uma entrada direta para a "perna base", voando muito baixo e fora do padrão de tráfego regular, apesar do fato de que o piloto havia relatado. O avião atingiu uma colina de 84 m de altura e rompeu-se. Dos 88 ocupantes, 45 (entre passageiros e tripulação) perderam a vida.

Causa provável: "O acidente foi causado por erro do piloto, a avaliação incorreta, ou seja, da distância, um voo não-padrão de tráfego padrão de noite e não respeitaram a altitude mínima durante a aproximação final.
A causa principal foi a indevida marcação de obstáculos ao longo do trajeto de aproximação para pista 15.
- Aeronave Boeing 727-100 prefixo PP-VLH da Varig em 11 de setembro de 1974. A aeronave, em voo procedente de Maceió, varou a cabeceira da pista, devido a uma impossibilidade de desacelerar após o pouso, destruindo o muro do aeroporto até parar na rua em frente à pista. A aeronave chegou a ser recuperada e voltou a voar em dezembro do mesmo ano.

• Aeronave Grumman F-14 Tomcat em 24 de Março de 1990. Um caça naval Grumman F-14 Tomcat da U.S. Navy (Marinha dos Estados Unidos da América), pertencente ao VF-33 “Starfighters”, embarcado a bordo do Porta-Aviões CV-66 USS América, durante operações no litoral brasileiro (cerca de 100 milhas da costa de Pernambuco) detectou problemas com o trem de pouso dianteiro, quando se preparava para pousar no navio.
Considerando o pouso sem o trem dianteiro como de alto risco (de nariz, ou no ventre) caso efetuado no convoo do USS América, mesmo que a aeronave não estivesse equipada com seus grandes tanques sub-alares e armamento padrão, e antevendo a possibilidade de as redes de arrasto não conseguirem parar o pesado caça antes da sua queda ao mar, foi decidido alternar Recife, já que o avião ainda teria combustível suficiente para voar 200 milhas.
Durante o trajeto, danificado, o Grumman F-14 foi escoltado por um A-6 Intruder e, ao chegar ao aeroporto fez um pouso de emergência, arrastando seu nariz no chão.
Na asa esquerda havia um “rombo” na parte inferior, segundo relatos de testemunhas que auxiliaram no socorro ao avião.
A inexistência de equipamentos adequados para realizar a remoção segura da aeronave para os hangares da Base Aérea do Recife ocasionou demora para a liberação da pista, obrigando várias aeronaves a alternarem para outros destinos enquanto não se resolvia o problema em solo.
Fez-se necessário trazer equipamentos e peças para o reparo em solo Recifense a partir do porta-aviões americano USS América por um Grumman C-2 Greyhound e um helicóptero Boeing CH-46 Seaknight.
- Aeronave Embraer EMB 110 Bandeirante prefixo PT-SCU da Nordeste Linhas Aéreas em 11 de novembro de 1991. Saiu do aeroporto e caiu numa praça do bairro do IPSEP, no Recife, matando todos seus 15 ocupantes (12 passageiros e 3 tripulantes), além de uma criança e um aposentado que estavam na praça. O avião seguia do Recife para Salvador e a causa do desastre teria sido falha do motor na decolagem.

Causa provável: "Segundo testemunhas posicionadas próximas à pista, durante a corrida de decolagem, estando a aeronave ainda no solo, houve dois estalos no motor direito com presença instantânea de fogo. A aeronave percorreu, aproximadamente, 900 metros de pista para iniciar a rotação. Durante o primeiro segmento, ocorreu o colapso total do citado motor, caracterizado por um terceiro estalo – este mais forte que os anteriores – e emissão de material em fusão, o qual provocou um início de incêndio ainda na área interna do aeroporto, próximo ao muro de limite (SIC). Durante essa fase de voo, a aeronave manteve-se aproximadamente a 30 metros de altura, ao mesmo tempo em que guinava à direita com as asas niveladas. Fora do eixo de decolagem e aproximadamente 30 segundos após a pista, a aeronave colidiu com duas residências, caindo a seguir em uma praça pública da Vila do Ipsep. Na queda houve forte explosão e fogo, tendo todos os seus ocupantes falecido, bem como duas pessoas que se encontravam no local.
•  Aeronave Boeing 707, em 31 de Janeiro de 1993.  O Boeing 707-387B de prefixo LV-ISA, da Lineas Aéreas del Estado – LADE, que seguia de Maceió para Fortaleza, sofreu uma pane hidráulica, tendo a tripulação estendido manualmente o trem de pouso e fez um pouso forçado no Recife. No toque com a pista, o trem recolheu e a aeronave arrastou-se por dezenas de metros. Não houve vítimas fatais.
• Aeronave Antonov AN-22 de matrícula russa UR-09307, em 03 de Janeiro de 1999. Um avião cargueiro Antonov, de fabricação soviética, com 20 tripulantes a bordo,  e peso de 140 toneladas, pousou "de barriga" na pista principal do Aeroporto Internacional do Recife (PE). Houve princípio de incêndio, mas ninguém ficou ferido.
O acidente ocorreu às 5h45 locais e provavelmente foi provocado por uma pane nos dois trens de pouso traseiros. As rodas desceram mas não travaram e recolheram no momento em que tocaram o solo.
A parte de trás do aparelho, que pertencia à época à empresa Air Foyle, da Ucrânia, foi arrastada por cerca de 700 metros e pegou fogo. Os bombeiros foram acionados e impediram que o incêndio se alastrasse.
O Antonov, que estava vazio, vinha de Curitiba (PR) e seguiria para Tenerife, capital das Ilhas Canárias (Espanha). No Recife, realizaria apenas uma parada técnica.
O avião acabou ficando parado no meio da pista, que tinha 3001 metros (à época), o que obrigou a Infraero (Empresa Brasileira de Infra-Estrutura Aeroportuária) a suspender todos os voos até as 9h45.
A pista secundária foi liberada às 10h, mas apenas para aviões de pequeno e médio portes. Nenhum passageiro de voos internacionais pôde embarcar ou descer no Recife enquanto o cargueiro ocupava a pista principal. Os cargueiros também não operaram.
- Aeronave LET L-410 prefixo PR-NOB da NOAR em 13 de julho de 2011.[40] Aeronave caiu e explodiu em um terreno próximo à praia logo após a decolagem. 16 pessoas (14 passageiros e 2 tripulantes) estavam a bordo do voo 4896 que iria para Mossoró com escala em Natal.
- Aeronave A300B4-203 prefixo PR-STN da Sterna Cargo em 21 de Outubro de 2016. A aeronave procedente de São Paulo a qual cumpria uma rota da RPN dos correios, por volta das 6:10, teve seu trem de pouso dianteiro colapsado após uma falha hidráulica. Ninguém se feriu. A pista ficou fechada por horas até à remoção do Airbus. Posteriormente, a aeronave foi vendida para a sucata. Ainda em novembro de 2022, a aeronave permanece numa área remota do aeroporto aguardando para ser desmontada.

## Voos invulgares
O Aeroporto Internacional do Recife-Guararapes/ Gilberto Freyre pela sua localização estratégica, recebe voos bem incomuns, desde aeronaves em rota para outros Estados do Brasil bem como para outros países da América do Sul, e até mesmo voos transoceanicos. Há registros de longa data de voos que realizaram escala técnica para reabastecimento, voos que pousaram em emergência, voos de traslado rumo à Europa, entre outros.
Exemplos:
-1990 (dia e mês não confirmados)- Pousou em Recife um Tupolev TU-154M da Balcãs- Companhias Aéreas Búlgaras, aeronave soviética trimotor e com um curioso trem de pouso principal com 6 rodas de cada lado.
-Em 15 de outubro de 1985, em uma visita do presidente francês François Mitterrand, dois aviões supersônicos Concorde operados pela Air France pousaram no Recife após travessia do Oceano Atlântico, antes de seguirem para a capital Federal.
-1998 (dia e mês não confirmados)- Presença no Recife de um Boeing 707-307C da Luftwaffe.
-Em 5 de novembro de 2003, o protótipo do Boeing 777-300ER que fazia turnê mundial de volta ao mundo, fez uma escala técnica no Recife, procedente de Sydney, na Austrália, em voo de 19 horas sem escala.
-Em 19 de fevereiro de 2004. Visita de um raro avião Transall C-160R da Força Aérea Francesa proveniente de Caiena, Guiana Francesa e antes de decolar para Dakar, Senegal.
-Em 26 de março de 2004 pousou no Recife um Boeing E-3D Sentry AEW1, aeronave de alerta aéreo antecipado, facilmente reconhecível pelo radome giratório em foma de disco que fica sobre a fuselagem. Aeronave seguia para a FIDAE no Chile.
-Em 29 de março de 2009 pousou no Recife, pela primeira vez no Nordeste Brasileiro, o Boeing 757 apelidado de "ED Force One", avião utilizado para a turnê mundial da banda de heavy metal Iron Maiden.
-Em 29 de junho de 2009 pousou no Recife um Airbus A340-313 da Philippine Airlines, transportando a presidente filipina em visita ao Brasil.
-No dia 12 de julho de 2010, um Boeing 747-400 que cumpria a rota Rio de Janeiro - Paris já em voo de altitude de cruzeiro, recebeu o aviso de uma ameaça de bomba na carga, realizando então o pouso não programado no Recife, sendo mantido numa área remota do pátio de aeronaves e, enquanto os passageiros eram desembarcados e interrogados, a carga era inspecionada. Após confirmado o alarme falso, a aeronave seguiu voo para Paris.
-Em 23 de agosto de 2016 pousou em Recife o avião de pesquisas ambientais ER-2 operado pela NASA, avião baseado no clássico avião espião estadunidense Lockheed U-2. O avião ficou em solo recifense até ao dia 25 de agosto, quando decolou rumo à Namíbia.
Devido à localização estratégica, sendo o aeroporto internacional brasileiro mais próximo dos continentes Europeu e Africano, muitas aeronaves que partem para esses continentes fazem a última parada para reabastecimento e/ou trâmites burocráticos no Recife, assim sendo, muitas aeronaves de países africanos (Transafricana, TAAG) que realizaram Checks C e D passaram pelo aeroporto pernambucano.
Aeronaves fabricadas no Brasil, como os Embraer ERJ-130, ERJ-135, ERJ-140, ERJ-145, E-170, E-175, E-190, E-195, A-29 Supertucano, C-390 (KC-390) Millenium, Lineage 1000, fazem pouso no aeroporto internacional do Recife antes de seguirem para a Europa e serem entregues aos clientes/compradores/operadores.